# Maassluis Centrum (metrostation)
Maassluis Centrum is een metrostation in de Nederlandse stad Maassluis en wordt bediend door metrolijn B van de Rotterdamse metro.

## Geschiedenis

Sprinter op het voormalige treinstation

Het oorspronkelijke treinstation werd geopend op 17 augustus 1891. Het stationsgebouw met overkapping, dat tot aan de sluiting van het treinstation in 2017 in gebruik was, werd in 1980 gebouwd. Op 15 november 2004 besloten de Nederlandse Spoorwegen de loketfunctie van dit station te beëindigen. Het stationsgebouw werd tijdelijk bewoond om vandalisme tegen te gaan. Tot 2017 heette het station Maassluis (zonder 'Centrum').

### Verbouwing naar metrostation
Sinds 1 april 2017 rijden er geen NS-treinen meer op de Hoekse Lijn. Het spoor en de stations werden daarna verbouwd. Sinds 30 september 2019 is de lijn in gebruik bij de Rotterdamse metro, die gereden wordt door de RET. Station Maassluis kreeg hierbij een andere naam, namelijk Maassluis Centrum, analoog aan de naamswijziging in Pijnacker met Pijnacker Centrum ten tijde van de verbouwing van de Hofpleinlijn naar metrolijn E. Op station Maassluis Centrum stopt de Rotterdamse metrolijn B.

## Buslijnen
De volgende buslijnen van EBS stoppen op Maassluis Centrum:
| Lijn | Bestemming         | Via                                                                   | Opmerkingen                        |
| ---- | ------------------ | --------------------------------------------------------------------- | ---------------------------------- |
| 33   | Delft, Station     | Maasland (Viaduct), Schipluiden, Den Hoorn, Reinier de Graaf Gasthuis |                                    |
| 34   | Monster, Emmaplein | Maasdijk, Naaldwijk Busstation                                        | Rijdt niet 's avonds en op zondag. |